# مارسيلو روسادو
مارسيلو روسادو (بالإسبانية: Marcelo Rosado Carrasco)‏ هو لاعب كرة قدم إسباني، ولد في 2 أكتوبر 1978 في مالقة في إسبانيا.

## وصلات خارجية
- مارسيلو روسادو على موقع Paralympic.org (الإنجليزية)
- مارسيلو روسادو على موقع اللجنة البارالمبية الإسبانية (الإسبانية)